# Trnovec (żupania varażdińska)
Trnovec – wieś w Chorwacji, w żupanii varażdińskiej, w gminie Trnovec Bartolovečki. W 2011 roku liczyła 4185 mieszkańców.